# 润麒

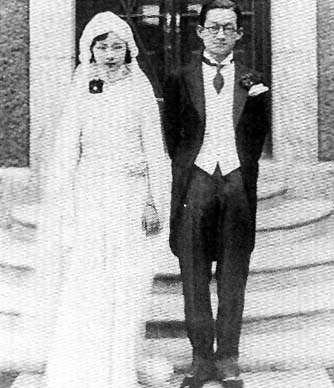
润麒与妻子韫颖

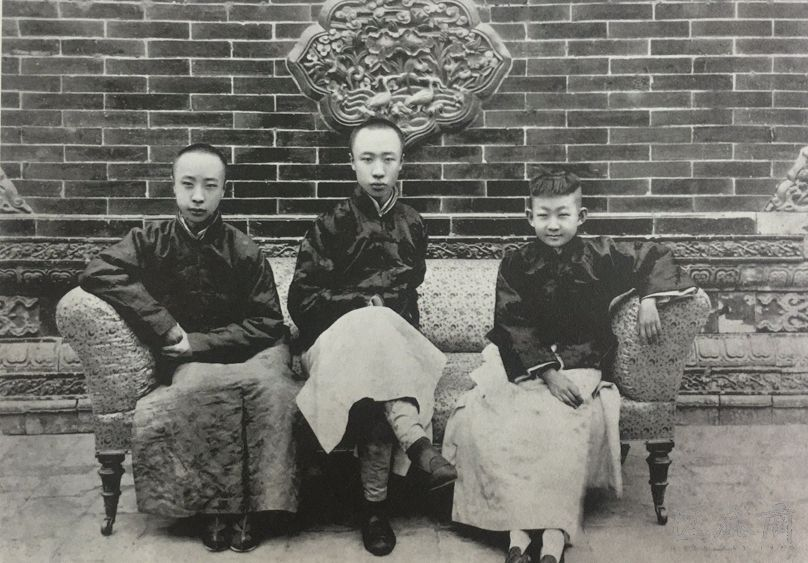
溥杰(左)，溥仪和润麒(右)

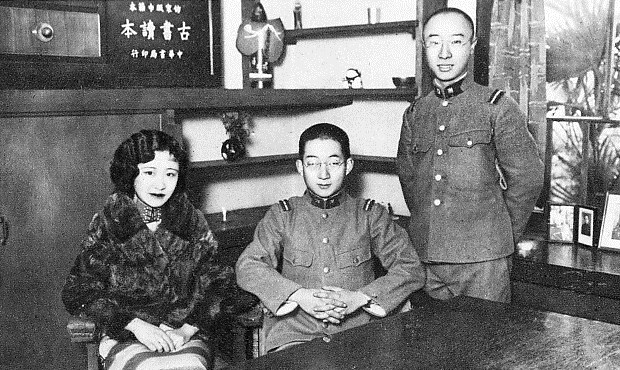
1934年，左起为韫颖、润麒、溥杰。

润麒（1912年7月8日—2007年6月6日），郭布罗氏，达斡尔族，籍属滿洲正白旗。长顺曾孙，末代皇后婉容胞弟，末代皇帝溥仪内弟、妹婿。其妻为溥仪三妹韫颖。曾任中国人民政治协商会议第六、七届委员。